# Tiszaújvárosi járás
A Tiszaújvárosi járás Borsod-Abaúj-Zemplén vármegyéhez tartozó járás Magyarországon, amely 2013-ban jött létre. Székhelye Tiszaújváros. Területe 248,87 km², népessége 31 837 fő, népsűrűsége 128 fő/km² volt a 2012. évi adatok szerint. Egy város (Tiszaújváros) és 15 község tartozik hozzá.
A Tiszaújvárosi járás ezen a néven a 2013-ban újonnan létrehozott járások közé tartozik, de a járások 1983-as megszüntetése előtt 1981 végétől 1983 végéig is létezett már Leninvárosi járás néven, miután a Mezőcsáti járás székhelyét Leninvárosba (a mai Tiszaújvárosba) helyezték át, nevét pedig Leninvárosi járásra változtatták. A 2013-tól érvényes járási beosztásban Mezőcsát és Tiszaújváros egyaránt járási székhely.

## Települései
| Település     | Rang (2013. július 15.) | Kistérség (2013. január 1.) | Népesség (2012. január 1.) | Terület (km²) |
| ------------- | ----------------------- | --------------------------- | -------------------------- | ------------- |
| Tiszaújváros  | járásszékhely város     | Tiszaújvárosi               | 16 557                     | 46,04         |
| Girincs       | község                  | Tiszaújvárosi               | 917                        | 11,2          |
| Hejőbába      | község                  | Tiszaújvárosi               | 1 927                      | 18,72         |
| Hejőkeresztúr | község                  | Tiszaújvárosi               | 948                        | 10,28         |
| Hejőkürt      | község                  | Tiszaújvárosi               | 315                        | 14,91         |
| Hejőszalonta  | község                  | Tiszaújvárosi               | 836                        | 10,97         |
| Kesznyéten    | község                  | Tiszaújvárosi               | 1 900                      | 36,41         |
| Kiscsécs      | község                  | Tiszaújvárosi               | 207                        | 4,13          |
| Muhi          | község                  | Miskolci                    | 533                        | 9,62          |
| Nagycsécs     | község                  | Tiszaújvárosi               | 776                        | 9,83          |
| Nemesbikk     | község                  | Tiszaújvárosi               | 995                        | 24,1          |
| Oszlár        | község                  | Tiszaújvárosi               | 392                        | 5,71          |
| Sajóörös      | község                  | Tiszaújvárosi               | 1 343                      | 8,44          |
| Sajószöged    | község                  | Tiszaújvárosi               | 2 265                      | 13,62         |
| Szakáld       | község                  | Tiszaújvárosi               | 519                        | 11,4          |
| Tiszapalkonya | község                  | Tiszaújvárosi               | 1 407                      | 13,49         |